# Otso Virtanen
Otso Virtanen (Turku, 3 aprile 1994) è un calciatore finlandese, portiere dell'Ilves.

## Palmarès

### Club

#### Competizioni nazionali
- Suomen Cup: 1

IFK Mariehamn: 2015
KuPS: 2021
- Coppa di Scozia: 1

Hibernian: 2015-2016
- Campionato finlandese: 1

KuPS: 2019